# Flykten från Alcatraz
Flykten från Alcatraz (engelska Escape from Alcatraz) är en amerikansk historisk drama-thriller ifrån 1979 i regi av Don Siegel med Clint Eastwood i huvudrollen. Filmen hade Sverigepremiär den 10 september 1979.

## Handling
Filmen utspelar sig år 1962. Frank Lee Morris (Clint Eastwood) flyttas på grund av ett flertal flyktförsök till det ökända fängelset Alcatraz där han tas emot av den osympatiske fängelsedirektören (Patrick McGoohan). Trots den allmänna uppfattningen om att det skulle vara omöjligt att rymma från fängelset börjar Frank tillsammans med bröderna John (Fred Ward) och Clarence Anglin (Jack Thibeau) och Charley Butts (Larry Hankin) att planera en flykt.

## Om filmen
- Filmen är baserad på en faktabok av J. Campbell Bruce.
- Danny Glover gör sin filmdebut i denna film.[9]
- Filmen är inspelad ute på Alcatraz i San Francisco Bay, men även i Paramount Studios i Los Angeles.[10]

## Rollista
| Clint Eastwood   | – Frank Lee Morris |
| Patrick McGoohan | – Fängelsedirektör |
| Roberts Blossom  | – Doc              |
| Jack Thibeau     | – Clarence Anglin  |
| Fred Ward        | – John Anglin      |
| Paul Benjamin    | – English          |
| Larry Hankin     | – Charley Butts    |
| Bruce M. Fischer | – Wolf             |
| Frank Ronzio     | – Litmus           |
| Fred Stuthman    | – Johnson          |
| David Cryer      | – Wagner           |
| Madison Arnold   | – Zimmerman        |